# اوتش تبة (شيخ موسي)
اوتش تبة (بالفارسية: اوچ‌تپه) هي قرية تقع في إيران في قسم شیخ موسي الريفي. يقدر عدد سكانها بـ 1,510 نسمة .